# Kálnoky László
Kálnoky László, Kálnoky László István (Eger, 1912. szeptember 5. – Budakeszi, 1985. július 30.) kétszeres József Attila-díjas (1963, 1972) magyar költő, műfordító.

## Életpályája
Apja, Kálnoky István József Gyula (1882–1949), Eger városi tanácsnoka, 1939 és 1944 között polgármestere, édesanyja, a nemesi származású nagykállói Kállay Malvin Hajnalka Borbála (1888–1971) voltak. Apai nagyszülei Kálnoky István (1836-1909), egri főkáptalani uradalmi intéző, és Fehérpataky Eleonóra (1852-1924) voltak. A költő nagyapja, Schlattauer István 1836-ban született és "Kálnokyra" magyarosította a nevét. Anyai nagyszülei dr. nagykállói Kállay Árpád (1855–1896), törvényszéki bíró és répási Répássy Auróra (†1934) voltak.
Általános és középiskolai tanulmányait szülővárosában végezte el. 1930-ban érettségizett a Cisztercita Gimnáziumban. 20 éves koráig (1932) végigbarangolta Nyugat-Európát; Charles Baudelaire, Paul Verlaine és a nyugatosok formálták ízlését. 1930-1935 között a jogi egyetemre járt, Pécsett végzett majd az egri városházán volt tisztviselő. 
Tüdőbajt kapott, 1939-1941 között szanatóriumban ápolták, ez volt a Nyugat utódjában, a Magyar Csillagban 1942-ben megjelent Szanatóriumi elégia című nagyívű verskompozíciójának ihletője.
Budapesten a Belügyminisztérium hivatalnoka volt 1941-1953 között. 1945. szeptember 22-én Egerben feleségül vette Marosfalvi Erzsébet Jolánt.
1954-től a Szépirodalmi Könyvkiadó lektora volt 1957-ig. 1957-ben jelent meg szolid sikerű önálló kötete, a Lázas csillagon. 1960. október 14-én az Élet és Irodalomban publikált, blaszfémikus kérdéseket tartalmazó verse, A kegyelet oltárán példátlan felháborodást váltott ki, Széljegyzet című viszontválaszát már nem publikálta a lap. A hatalom ellenszenvét kivívott Kálnoky ezután szabadúszóként élt. Mivel saját versei nem jelenhettek meg, a kritika elsősorban műfordítónak tartotta.
2000-ben a Digitális Irodalmi Akadémia posztumusz tagjává választotta.

## Költészete
A Nyugat harmadik nemzedékébe tartozott. Első kötetében (Az árnyak kertje, 1939) az unalmas kisvárosi élet groteszk képeit mutatta be, valamint a kispolgári berögzöttség és álszentség miatt megvalósíthatatlan nagyobbszerű élet hiányát panaszolta. Költészetét főleg Kosztolányi Dezső és Tóth Árpád hatása határozta meg. A Lázas csillagon (1957) a kényszerű hallgatás éveinek termését foglalja magában. 
Költészetére, világképére végletes pesszimizmus, a tragikumot groteszkbe fordító látásmód jellemző (Szanatóriumi elégia, 1942; Jegyzetek a pokolban; A létezés rémségei). A Lángok árnyékában (1970) című kötetében a pesszimista világképpel nem szakító, de vele harcolni akaró költő lázadó magatartása nyomul előtérbe. A korábbi líráját jellemző szigorúan kötött forma folyamatosan a szabad vers felé fordult. Ez a folyamat az Egy magánzó emlékiratai című művében és az azutáni művekben érte el tetőpontját (Egy hiéna utóélete és más történetek, 1981; Az üvegkalap, 1982; Bálnák a parton, 1983). 
Műfordítóként is jelentőset alkotott; versben panaszolta a külföldi költők életkeservét (A műfordító halála).

## Művei
- Az árnyak kertje. Versek; Magyar Élet, Bp., 1939
- Szanatóriumi elégia (vers, 1942)
- Lázas csillagon. Válogatott versek. 1939–1956; Magvető, Bp., 1957
- Lángok árnyékában; Szépirodalmi, Bp., 1970
- Letépett álarcok. Válogatott versek; Szépirodalmi, Bp., 1972
- Farsang utóján; Szépirodalmi, Bp., 1977
- A szemtanú. Válogatott versek; Békés megyei Könyvtár, Békéscsaba, 1979
- Összegyűjtött versek. 1932–1978; Magvető, Bp., 1980
- Egy hiéna utóélete és más történetek; Magvető, Bp., 1981
- Az üvegkalap. Versek 1980–1981; Magvető, Bp., 1982
- Bálnák a parton; Magvető, Bp., 1983
- A gyógyulás hegyén; Petőfi Ny., Kecskemét, 1983
- Egy mítosz születése. Téli napló 1982–83; Magvető, Bp., 1985
- Hőstettek az ülőkádban. Versek; Magvető, Bp., 1986
- Az áramló időben. Válogatott versek; Orpheusz, Bp., 1990 (Orpheusz Könyvek)
- Összegyűjtött versek; Magvető, Bp., 1992
- Egy pontosvessző térdkalácsa. Válogatás a költő humoros verseiből; vál. Kálnoky Lászlóné, utószó Alföldy Jenő; Mágus, Bp., 1996
- Kálnoky László válogatott versei; szerk., utószó Csűrös Miklós; Unikornis, Bp., 1998
- Versposta Eszternek, Svédország; Segít a Város Kiemelkedően Közhasznú Alapítvány, Eger, 2004
- Kálnoky László összegyűjtött versei; szöveggond., utószó, jegyz. Ferencz Győző; Osiris, Bp., 2006 (Osiris klasszikusok)

### Idegen nyelven
- Flash of lightning. Poems; vál., angolra ford. Béky-Halász Iván; Vox Humana, Toronto, 1983
- Flash of lightning. Selected poems; vál., angolra ford. Béky-Halász Iván; Vox Humana, Toronto, 1984 Modern (Hungarian poets)
- László Kálnoky–János Pilinszky–Sándor Weöres: Poémes; franciára ford. Maurice Regnaut; Action Poétique, Avon, 1985 (Selon)
- What man can do on this planet; angolra ford. Gömöri György, Clive Wilmer; s.n., Oxford, 1986
- El reverso de la luz. Cuatro poetas húngaros. Selección de poemas de László Kálnoky, Ágnes Nemes Nagy, János Pilinszky, Sándor Weöres; vál. Székács Vera, spanyolra ford. Rodrigo Escobar Holguín, Székács Vera; Universidad Nacional de Colombia–Orpheusz, Bogota–Bp., 1999

## Műfordításai

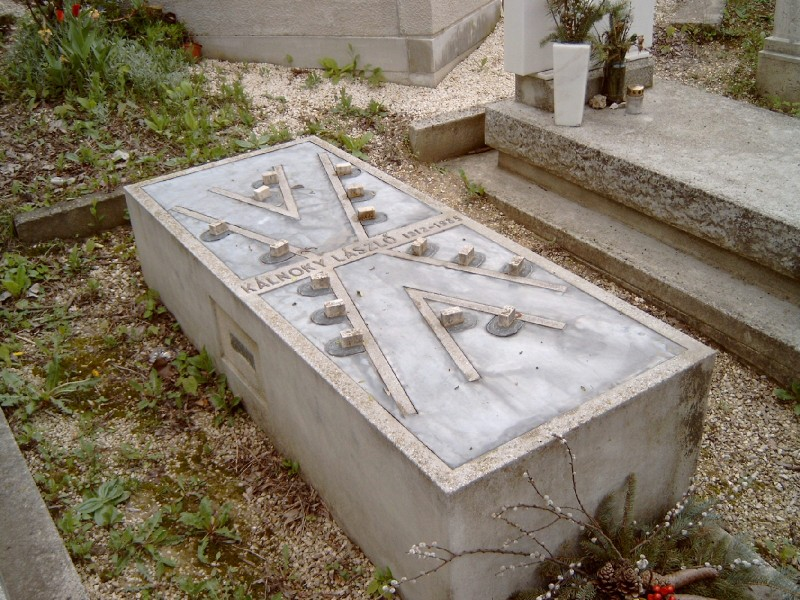
Kálnoky László sírja Budapesten. Farkasréti temető: 21/1-2-7. Sugár János alkotása.

- Makszim Gorkij: Az áruló (regény, 1947)
- Makszim Gorkij: Jakov, a csendes ember (1948)
- Jean Racine: Britannicus (1949)
- Stephan Hermlin: Együtt a pokolban (elbeszélések, 1951)
- Jakob Grimm – Wilhelm Grimm: Legszebb mesék (mesék, 1952)
- Martin Andersen Nexø: Elveszett nemzedék (1953)
- Jakob Grimm – Wilhelm Grimm: Jankó szerencséje (mesék, 1954)
- Pierre Corneille: Horatius
- Alphonse Daudet: Tarasconi Tartarin – Tartarin az Alpokban (1956)
- Johann Wolfgang von Goethe: Faust, 2. rész (1956)
- Szeszélyes szüret. Válogatott műfordítások; Szépirodalmi, Bp., 1958
- Alfred de Musset: Válogatott versei (1959)
- Christopher Marlowe: Doktor Faustus tragikus histórája (1961)
- Philip Massinger: A római színész (1961)
- Széphajú khariszok tánca (Ógörög kardal-költészet, 1960, (Jánosy Istvánnal)
- Évgyűrűk. A XX. század költőiből. Válogatott műfordítások; Európa, Bp., 1967
- Eugenio Montale: A magnólia árnya (1968, Lator Lászlóval)
- Virágzó tüzek. Szerelmes versek. Válogatott műfordítások; Európa, Bp., 1970
- Szerenád. Versek a szerelemről. Műfordítások; Móra, Bp., 1974 (Kozmosz Könyvek)
- e. e. cummings 99 verse; ford. Kálnoky László, Tandori Dezső, Weöres Sándor; Európa, Bp., 1975
- Déltenger. Válogatott műfordítások. A XX. század költőiből; Móra, Bp., 1978 (Kozmosz Könyvek)
- A lehetséges változatok. Válogatott versfordítások, 1-2.; Magvető, Bp., 1981
- Mázsákat görgetve. Elbeszélő költemények; Magvető, Bp., 1985
- Királyok, hősök, doktorok. Francia drámák Kálnoky László fordításában. Corneille. Molière. Racine. Victor Hugo; Magvető, Bp., 1987
- Szentségtörők és mártírok. Drámák Kálnoky László fordításában. Jacopone da Todi. Christopher Marlowe. Philip Massinger. Johann Wolfgang Goethe. Friedrich Schiller; Magvető, Bp., 1989

## Díjai
- Szocialista Kultúráért (1956)
- Munka Érdemrend arany fokozata (1972)